# Liste der Museen in Sizilien
Diese Seite listet Museen in der italienischen Region Sizilien. Ausgrabungsstätten werden genannt, wenn sie ein eigenes Antiquarium haben, in dem Fundstücke der Ausgrabungsstätte gezeigt werden.
| Gemeinde                  | Museum                                                                                              | Kurzbeschreibung | gegründet/ eröffnet | Standort                                     | Bild           | Link |
| ------------------------- | --------------------------------------------------------------------------------------------------- | --- | ------------------- | -------------------------------------------- | -------------- | ---- |
| Adrano                    | Museo Regionale Saro Franco                                                                         | archäologisches Museum mit Funden aus der Umgebung, insbesondere aus Mendolito. | 1958                | Castello Normanno                            | weitere Bilder |      |
| Agrigent                  | Museo Regionale Pietro Griffo                                                                       | archäologisches Museum, Neubau unter Einbeziehung von Resten des ehemaligen Zisterzienserklosters, zeigt Funde aus Agrigent und Umgebung und ein Modell die Topografie des antiken Akragas.         | 1968                | Poggetto San Nicola                          | weitere Bilder |      |
| Agrigent                  | Museo Civico                                                                                        | |                     |                                              |                |      |
| Agrigent                  | Museo Diocesano                                                                                     | Diözesanmuseum | 2011                | Via Duomo                                    |                |      |
| Aidone                    | Museo Archeologico di Aidone                                                                        | archäologisches Regionalmuseum mit Funden aus Morgantina | 1984                |                                              |                |      |
| Barcellona Pozzo di Gotto | Museo etnostorico Nello Cassata                                                                     | Völkerkundemuseum | 1995                |                                              | weitere Bilder |      |
| Bronte                    | Pinacoteca Nunzio Sciavarrello                                                                      | Kunstmuseum mit Gemälden aus dem 20. Jahrhundert | 2010                | Collegio Capizzi                             | weitere Bilder |      |
| Caltagirone               | Museo della Ceramica di Caltagirone                                                                 | Museum mit Keramik | 1965                |                                              | weitere Bilder |      |
| Caltagirone               | Museo Teatro Stabile dei Pupi Siciliani                                                             | Museum mit Originalpuppen des Sizilianischen Marionettentheaters | 1918                |                                              |                |      |
| Caltanissetta             | Museo Regionale Archeologico di Caltanissetta                                                       | archäologisches Regionalmuseum |                     |                                              | weitere Bilder |      |
| Caltanissetta             | Museo Tripisciano                                                                                   | Museum mit Werken des Bildhauers Michele Tripisciano |                     |                                              |                |      |
| Caltanissetta             | Museo Diocesano di Caltanissetta                                                                    | |                     |                                              |                |      |
| Caltanissetta             | Museo mineralogico di Caltanissetta                                                                 | mineralogisches Museum | 1868                |                                              | weitere Bilder |      |
| Catania                   | Casa Museo Giovanni Verga                                                                           | Ausstellungsgegenstände zum Literaten Giovanni Verga | 1991                | ehemaliges Wohnhaus der Familie Verga        | weitere Bilder |      |
| Catania                   | Museo civico Belliniano                                                                             | |                     | Geburtshaus des Komponisten Vincenzo Bellini | weitere Bilder |      |
| Catania                   | Museo civico al Castello Ursino                                                                     | | 1934                | Castello Ursino                              | weitere Bilder |      |
| Catania                   | Museo Diocesano (Catania)                                                                           | Diözesanmuseum von Catania | 1995                | Terme Achelliane unter der Piazza Duomo      | weitere Bilder |      |
| Cefalù                    | Museo Mandralisca                                                                                   | diverse Ausstellungsstücke aus verschiedenen Jahrhunderten |                     | Via Mandralisca                              | weitere Bilder |      |
| Cefalù                    | Museo Frà Gianmaria da Tusa                                                                         | Museum der Kapuziner, Paramente und Sakralgegenstände, vorwiegend aus dem 17. bis 19. Jahrhundert, im angeschlossenem Bibliotheksarchiv Inkunabeln und Drucke vom 16. Jahrhundert bis zur Gegenwart |                     | Gibilmanna                                   |                |      |
| Chiaramonte Gulfi         | Museo Ornitologico                                                                                  | ornithologisches Museum mit Vogelbälgen aus der Region |                     |                                              |                |      |
| Chiaramonte Gulfi         | Museo dell’Olio di Palazzo Montesano                                                                | mit Exponaten über die Olivenölproduktion in den Monti Iblei |                     |                                              |                |      |
| Chiaramonte Gulfi         | Museo del Ricamo e dello Sfilato Siciliano                                                          | mit handarbeitlicher Kunst aus der Region |                     |                                              |                |      |
| Chiaramonte Gulfi         | Museo di Arte Sacra di Chiaramonte                                                                  | Museum mit kirchlicher Kunst |                     |                                              |                |      |
| Chiaramonte Gulfi         | Museo dei Cimeli Storico-Militari                                                                   | Museum mit Waffen, Uniformen und Fahnen |                     |                                              |                |      |
| Chiaramonte Gulfi         | Casa Museo Liberty                                                                                  | |                     |                                              |                |      |
| Centuripe                 | Museo Archeologico Regionale di Centuripe                                                           | archäologisches Regionalmuseum | 1920                |                                              | weitere Bilder |      |
| Corleone                  | Museo Civico di Corleone                                                                            | archäologisches Museum mit Fundstücken aus der Gegend um Corleone, Pietra Miliare von 252 v. Chr., Reste eines römischen Mosaiks aus dem 1. Jahrhundert n. Chr.                                     |                     |                                              |                |      |
| Gela                      | Museo Archeologico Regionale di Gela                                                                | archäologisches Regionalmuseum | 1958                |                                              | weitere Bilder |      |
| Gibellina                 | Museo d'Arte Contemporanea                                                                          | Museum für moderne Kunst |                     |                                              | weitere Bilder |      |
| Gibellina                 | Museo delle Trame Mediterranee                                                                      | ethno-anthropologisches Museum |                     |                                              |                |      |
| Licata                    | Museo Archeologico della Badia di Licata                                                            | archäologisches Museum mit Fundstücken aus der Umgebung |                     |                                              |                |      |
| Lipari                    | Museo Archeologico Eoliano                                                                          | archäologisches Museum mit Funden der Liparischen Inseln | 1954                | Castello di Lipari                           | weitere Bilder |      |
| Marsala                   | Museo degli Arazzi                                                                                  | |                     |                                              |                |      |
| Messina                   | Museo Regionale di Messina                                                                          | Kunstmuseum | 1806                | Viale della Libertà                          | weitere Bilder |      |
| Montallegro               | Parco Archeologico di Herakleia                                                                     | Antiquarium zu den Ausgrabungen der antiken Stadt Herakleia Minoa |                     |                                              | weitere Bilder |      |
| Palermo                   | Galleria d’Arte Moderna Galleria d’Arte Moderna Empedocle Restivo Galleria d’Arte Moderna Sant’Anna | Kunstmuseum mit modernen Gemälden und Skulpturen | 2006                | ehemaliger Franziskanerkonvent               | weitere Bilder |      |
| Palermo                   | Galleria Regionale della Sicilia                                                                    | Siziliens umfangreichstes Kunstmuseum | 1954                | Palazzo Abatellis                            | weitere Bilder |      |
| Palermo                   | Museo Archeologico Regionale Antonino Salinas                                                       | Sammlung archäologischer Funde überwiegend aus dem Westteil Siziliens | 1866                |                                              | weitere Bilder |      |
| Palermo                   | Museo d’Arte Islamica                                                                               | Museum für islamische Kunst | 1991                | La Zisa                                      | weitere Bilder |      |
| Palermo                   | Museo del Giocattolo                                                                                | Spielzeugmuseum |                     |                                              |                |      |
| Palermo                   | Museo del Mare di Palermo                                                                           | |                     |                                              |                |      |
| Palermo                   | Museo del Palazzo Mirto                                                                             | |                     | Palazzo Mirto                                |                |      |
| Palermo                   | Museo del Risorgimento                                                                              | historisches Museum zur Einigung Italiens | 1918                | Konvent von San Domenico                     |                |      |
| Palermo                   | Museo della Fondazione Mormino                                                                      | |                     |                                              |                |      |
| Palermo                   | Museo di Mineralogia e Zoologia                                                                     | |                     |                                              |                |      |
| Palermo                   | Museo della Radiologia                                                                              | |                     |                                              |                |      |
| Palermo                   | Museo Diocesano di Palermo                                                                          | Diözesanmuseum von Palermo | 1927                | Palazzo Arcivscovile                         | weitere Bilder |      |
| Palermo                   | Museo Enologico                                                                                     | |                     |                                              |                |      |
| Palermo                   | Museo Etnografico Siciliano Giuseppe Pitrè                                                          | das größte Volkskundemuseum Siziliens | 1909                | Parco della Favorita                         | weitere Bilder |      |
| Palermo                   | Museo Internazionale delle marionette Antonio Pasqualino                                            | ein kulturhistorisches und ethnographisches Museum mit Exponaten des Sizilianischen Marionettentheaters                                                                                             | 1975                | Kalsa                                        | weitere Bilder |      |
| Palermo                   | Museo Geologico Gemmellaro                                                                          | geologisch-paläontologisches Museum in Palermo |                     |                                              | weitere Bilder |      |
| Palermo                   | Museo Storico dei Motori e dei Meccanismi                                                           | Wissenschafts- und Technikmuseum, Sammlung von Motoren und technischen Geräten | 2011                | Viale delle Scienze                          | weitere Bilder |      |
| Patti                     | Area archeologica di Tindari                                                                        | Antiquarium zu den Ausgrabungen des antiken Tyndaris |                     | Tindari                                      | weitere Bilder |      |
| Santa Flavia              | Parco Archeologico di Solunto                                                                       | Ausgrabungsstätte der ehemaligen Stadt Solunto mit Antiquarium: Statuen, Kapitelle, Münzen, Karten u. a.                                                                                            |                     |                                              | weitere Bilder |      |
| Syrakus                   | Museo Archeologico Regionale Paolo Orsi                                                             | eines der umfangreichsten archäologischen Museen Europas mit Funden aus dem Ostteil Siziliens | 1878                |                                              | weitere Bilder |      |
| Syrakus                   | Museo Regionale di Palazzo Bellomo                                                                  | Kunstmuseum | 1948                | Ortygia                                      | weitere Bilder |      |
| Trapani                   | Museo Regionale Agostino Pepoli                                                                     | Kunstmuseum mit einer Kunstgalerie und einer Sammlung dekorativer Kunst und Skulpturen. | 1908                | ehemaliges Karmeliterkloster                 | weitere Bilder |      |
| Villarosa                 | Museum d’Arte Mineraria (Kunst der Mineralien)                                                      | |                     |                                              |                |      |
| Villarosa                 | Treno Museo di Villarosa                                                                            | | 1995                | neben dem Bahnhof Villarosa                  |                |      |
| Villarosa                 | Museum bei der Villa Lucrezia                                                                       | |                     |                                              |                |      |